# Курт Алдер
Курт Алдер (10. јул 1902 — 20. јун 1958) био је немачки хемичар, добитник Нобелове награде за хемију 1950. године заједно са Отом Дилсом за рад на Дилс-Алдеровој реакцији.